# Klagshamn
Klagshamn is een wijk in het stadsdeel Väster van de Zweedse gemeente Malmö. De wijk telt 2512 inwoners (2012) en heeft een oppervlakte van 4,77 km². Van 1880 tot 1938 werd er kalksteen gewonnen in het gebied. De groeven werden later gevuld met water.
In de wijk ligt Klagshamns IP, het speelveld van de voetbalclub IFK Klagshamn. De speelfilm Käre John uit 1964 is grotendeels in deze wijk opgenomen. De film werd genomineerd voor een Oscar.

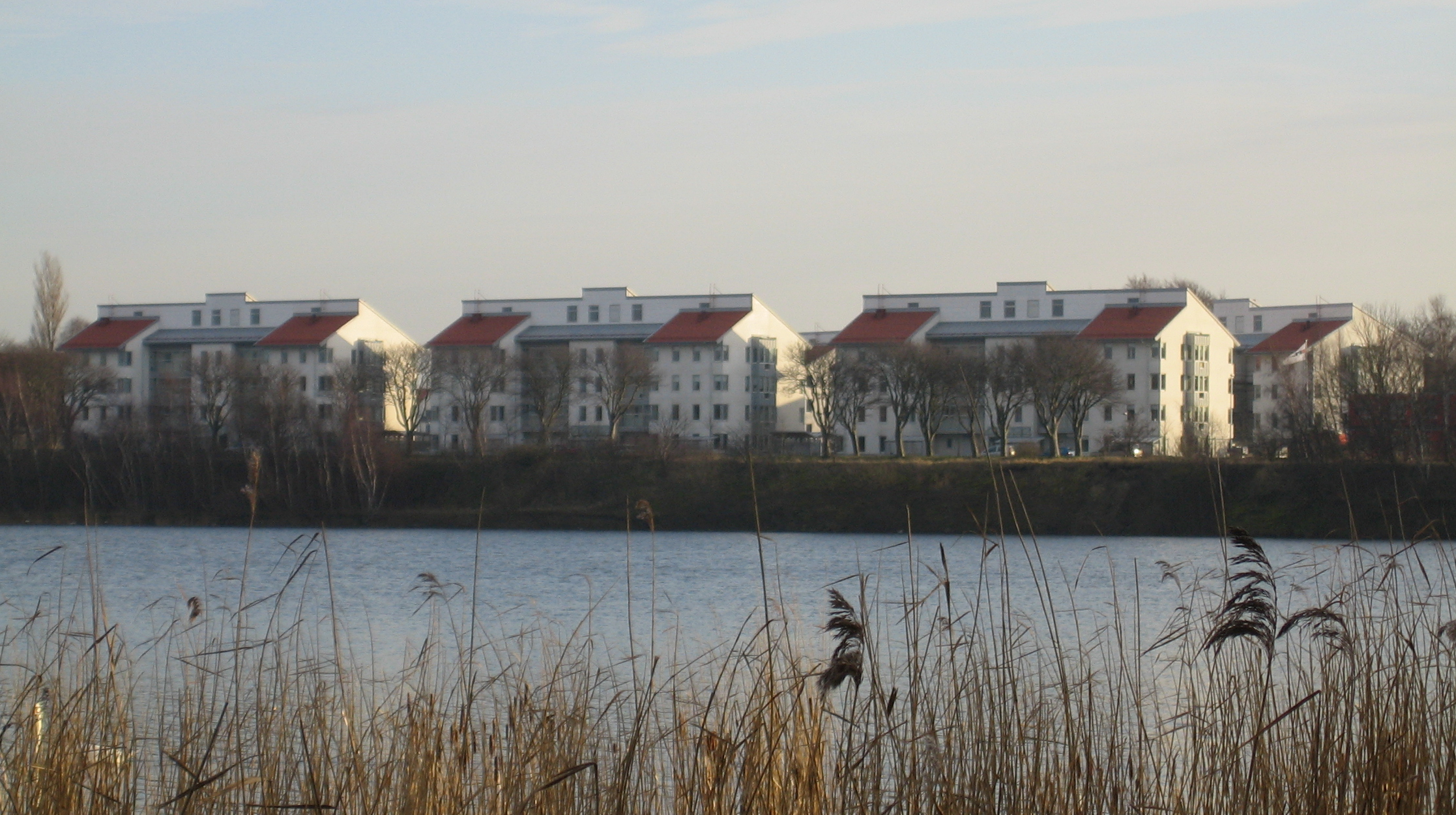
Een van twee kalksteengroeven, nu gevuld met water.

## Geboren in Klagshamn
- Pernilla Månsson Colt (1966), televisiepresentator en -producent
- Rune Formare (1932), regisseur